# Tyndis
Tyndis is een geslacht van vlinders van de familie snuitmotten (Pyralidae), uit de onderfamilie Pyralinae.

## Soorten
- T. albidefinis Hampson, 1903
- T. dentilinealis Hampson, 1906
- T. erebalis Hampson, 1899
- T. fuscorufidalis Strand, 1909
- T. hypotialis Swinhoe, 1886
- T. mediopallens Hampson, 1917
- T. megistalis Hampson, 1906
- T. namibiensis Leraut, 2007
- T. nigricinctalis Hampson, 1906
- T. pallidirufa Hampson, 1917
- T. plana Walker, 1862
- T. proteanalis Hampson, 1906
- T. pyrrhoxantha Hampson, 1917
- T. rubrovittata Grünberg, 1910
- T. tanganialis Ragonot, 1891
- T. umbrosus Rothschild, 1921